# Magnalardo
Magnalardo è una frazione del comune laziale di Rocca Sinibalda, in provincia di Rieti.

## Geografia
Il paese nel territorio montuoso tra la valle del Salto e la valle del Turano a margine di quest'ultima, a breve distanza dalla diga sul lago del Turano. Fra i centri abitati più vicini a Magnalardo sono, a nord Fassinoro, frazione del comune di Longone Sabino, ad est, San Silvestro, anch'esso frazione del comune di Longone sabino, a sud Rocca Sinibalda e ad ovest, dall'altra parte della valle del Turano, Belmonte.

## Storia
Il nome di Magnalardo deriva da una lectio facilior del latino Magni Lares che, richiamando i Lari, rimanda all'ascendenza probabilmente romana dell'abitato.
Al pari degli altri paesi nell'interflumine tra Salto e Turano, Magnalardo potrebbe trarre la sua origine dall'incastellamento di un abitato preesistente, fenomeno avvenuto all'epoca dell'invasione dei saraceni nell'area durante il X secolo o precedentemente - già nel V secolo - all'epoca delle guerre gotiche. 
In seguito, dopo la conquista longobarda della penisola, il suo territorio entrò a far parte - nell'VIII secolo - dei possedimenti delle abbazie imperiali di Farfa e di San Salvatore Maggiore per essere poi, stabilmente annoverato - a partire dal XIII secolo - nei possedimenti dell'abbazia di San Salvatore tra i cui castelli era ricordato - ancora nel XVII secolo - come Magnilarium.
Dopo dell'unità d'Italia, nel 1861, venne aggregato al comune di Rocca Sinibalda.